# Lankesterella caespitosa
Lankesterella caespitosa är en orkidéart som först beskrevs av John Lindley, och fick sitt nu gällande namn av Frederico Carlos Hoehne. Lankesterella caespitosa ingår i släktet Lankesterella och familjen orkidéer. Inga underarter finns listade i Catalogue of Life.

## Bildgalleri

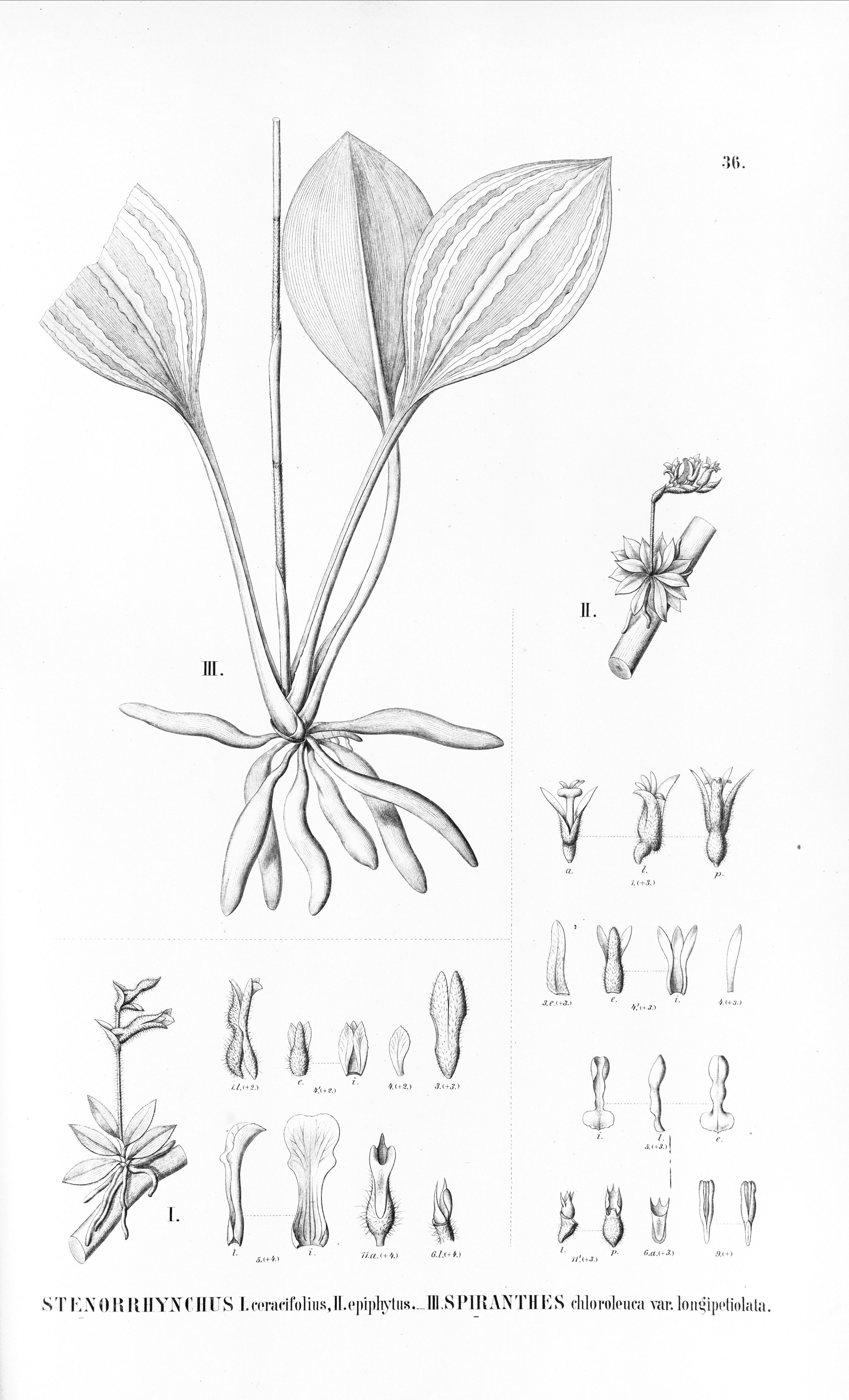